# Eduard Sobol
Eduard Ołeksandrowycz Sobol, ukr. Едуард Олександрович Соболь (ur. 20 kwietnia 1995 w Wilnianśku) – ukraiński piłkarz grający na pozycji pomocnika lub obrońcy.

## Kariera piłkarska

### Kariera klubowa
Wychowanek klubu Metałurh Zaporoże, barwy którego bronił w juniorskich mistrzostwach Ukrainy (DJuFL). Karierę piłkarską rozpoczął 10 września 2011 w składzie Metałurh-2 Zaporoże, a miesiąc później 13 października 2011 rozegrał pierwszy mecz w podstawowej jedenastce Metałurha. Występował również w rezerwowej drużynie Metałurha. 7 lutego 2013 podpisał 3-letni kontrakt z Szachtarem Donieck. 27 sierpnia 2014 został wypożyczony do Metałurha Donieck, a 16 lipca 2015 do Metalista Charków. 6 lipca 2016 został wypożyczony do Zorii Ługańsk. 8 sierpnia 2017 został wypożyczony do Slavii Praga, w której grał do końca sezonu 2017/18. 3 września 2018 został wypożyczony do FK Jablonec. 4 lipca 2019 przeniósł się do Club Brugge KV. 24 stycznia 2023 podpisał 3,5 letni kontrakt z francuskim klubem RC Strasbourg.

### Kariera reprezentacyjna
Występował w juniorskich reprezentacjach Ukrainy U-17 i U-19. 14 sierpnia 2012 roku zagrał po raz w młodzieżówce. 5 września 2016 roku debiutował w narodowej reprezentacji Ukrainy.